# Hestija
Hestija (grško Ἑστία, 'ognjišče', iz glagola έστάναι – 'stati') je v grški mitologiji deviška boginja domačega ognjišča, pravi red gospodinjstva, družine, doma in države. V grški mitologiji je prvorojenka Titanov Kronosa in Ree. Bila je najbolj ljubezniva in najnežnejša od vseh boginj. Raje kot da bi živela na Olimpu se je družila s smrtniki. V vsaki hiši je na njenem oltarju gorel večni ogenj.
Običajno je v grški kulturi Hestija prejela prvo daritev ob vsaki žrtvi v gospodinjstvu. V javnosti je ognjišče prytaneuma delovalo kot njeno uradno svetišče, ob ustanovitvi nove kolonije pa bi plamen iz Hestijinega javnega ognjišča v maternem mestu prenesli v novo naselje. Boginja Vesta je njen rimski ekvivalent.

## Čaščenje
Ime in funkcije Hestije kažejo na pomen ognjišča v družbenem, verskem in političnem življenju stare Grčije. Ognjišče je bilo bistvenega pomena za toploto, pripravo hrane in dokončanje daritev božanskim daritvam. Na praznikih so ji ponudili tudi prvo in zadnjo libacijo vina. Njena lastna žrtev je bila domači prašič. Pavzanij piše, da Eleanci žrtvujejo najprej Hestiji, nato pa drugim bogovom. Ksenofont v Kiropediji je zapisal, da je Kir II. žrtvoval najprej Hestiji, nato Zevsu in nato drugim bogovom, ki so ga magi predlagali.
Nenamerno ali malomarno gašenje domačega ognjišča je pomenilo neuspeh domače in verske skrbi za družino; neuspeh vzdrževanja Hestijinega javnega ognja v njenem templju ali svetišču pomeni kršitev dolžnosti širše skupnosti. Ognjišče lahko namerno po potrebi ugasne, njegovo prižiganje ali prižig pa naj spremljajo rituali ugašanja, čiščenja in obnove, primerljivi z rituali in konotacijami večnega plamena in tempeljskih luči. Na ravni polisa so bila ognjišča grških kolonij in njihovih matičnih mest povezana s Hestijinim kultom. Atenej v Deipnosophistae piše, da so ljudje v Naucratisu obedovali v pritaneju na rojstni dan Hestie Prytanitis (starogrško: Ἑστίας Πρυτανίτιδος).
Odgovornost za Hestijin domači kult je običajno padla na vodilno žensko v gospodinjstvu, čeprav včasih na moškega. Hestijine obrede na ognjiščih javnih zgradb so običajno vodili nosilci javnih funkcij; Dionizij iz Halikarnasa priča, da je bil pritanej grške države ali skupnosti Hestiji, ki so ji stregli najmočnejši državni uradniki, svet [12]. Vendar so dokazi o njenem duhovništvu izjemno redki. Večina izvira iz zgodnje rimske cesarske dobe, ko Antična Šparta ponuja več primerov žensk z duhovniškim naslovom Hestia; Halkida ponuja eno, hčerko lokalne elite. Obstoječi državljanski kulti do Hestije so verjetno služili kot zaloga za presaditev grškega vladarskega kulta rimskemu cesarju, cesarski družini in Rimu samemu. V Atenah je bil majhen predel za sedenje v Dionizovem gledališču rezerviran za duhovništvo Hestia na Akropoli, Liviji in Juliji in Hestia Romain ('Rimska Hestija', torej 'Rimsko ognjišče' ali Vesta). Na Delosu je duhovnik služil Hestiji atenskega Demosa (ljudstvo ali država) in Rimu. Ugledni državljan Karije Stratonicea se je opisal kot duhovnik Hestije in številnih drugih božanstev ter je imel več civilnih služb. O Hestijinih političnih in državljanskih funkcijah pričajo tudi njena številna posvečenja na državljanskih lokacijah, ki jih financira zasebno, ter upravni in ne verski naslovi, ki so jih uporabljali laični uradniki, vključeni v njene državljanske kulte.

## Templji
Vsako zasebno in javno ognjišče ali pritanej je veljalo za svetišče boginje in del žrtev, ne glede na njegovo božanstvo, je pripadal njej. Njen kip naj bi obstajal v atenskem Prytaneumu.
Vendar je bilo zelo malo templjev, posvečenih Hestiji. Pavzanij omenja le dva, v Ermioniju in v Šparti. 
»[Pri Hermioni v Argolidi:] Pri prehodu v svetišče Hestije ne vidimo nobene podobe, temveč le oltar in na njem žrtvujejo Hestijo. [...] Lacedemonijci imajo tudi svetišče Hestije [pri Šparti].«
Ksenofont v Hellenici omenja Hestijin tempelj v Olimpiji.
00 Tapiserija Hestij ==
Tapiserija Hestia je bizantinska tapiserija, izdelana v Egiptu v 6. stoletju našega štetja. Gre za pozno upodobitev boginje, ki jo v grščini identificira kot Hestia Polyolbos; (grško Ἑστία Πολύολβος 'Hestija, polna blagoslova'). O njeni zgodovini in simboliki govori Friedlander (1945).

## Mitologija

### Življenje
Hestija je bila boginja prve olimpijske generacije. Je najstarejša hči Titanov Ree in Kronosa ter sestra Hirona, Demetre, Hada, Here, Pozejdona in Zevsa. Kronos je takoj po njihovem rojstvu pogoltnil vse svoje otroke (Hestija je bila prva, ki so jo pogoltnil), razen zadnjega in najmlajšega, Zevsa. Namesto tega je Zevs prisilil Kronosa, da je izpustil njegove brate in sestre in jih vodil v vojno proti očetu in drugim Titanom. Kot »prva, ki jo je požrl ... in zadnja, ki jo je spet izpustil«, je Hestija tako najstarejša kot najmlajša hči; to mitsko inverzijo najdemo v Homerski himni Afroditi (700 pr. n. št.). V vsej mitologiji je Hestija zavračala zakonski ponudbi Pozejdona in Apolona ter prisegla na večno devištvo. Tako je zavrnila Afroditine vrednote in do neke mere postala njena čedna, domača komplementarnost ali antiteza, saj Afrodita ni mogla upogniti ali ujeti svojega srca.

### Dolžnost
Zevs je Hestiji določil dolžnost, da hrani in vzdržuje ogenj olimpskega ognjišča z mastnimi, gorljivimi deli živalskih žrtev bogovom. Kjerkoli so kuhali hrano ali kdaj zažgali daritev, je tako imela svoj častni delež; tudi v vseh templjih bogov ima častni delež. »Med vsemi smrtniki je bila poglavarka boginj«.

### Status in atributi
Hestijin olimpski status je dvomljiv glede njenega statusa med moškimi. Vendar je v Atenah, v Platonovih časih ugotavlja Kenneth Dorter, »na seznamu dvanajstih glavnih bogov prišlo do neskladja glede tega ali sta bila Hestija ali Dioniz vključena z drugimi enajstimi. Oltar zanje na agori je na primer vključeval Hestijo, toda vzhodni friz Partenona je imel namesto nje Dioniza.« Hestijino opustitev nekaterih seznamov dvanajstih bogov Olimpa včasih jemlje kot ponazoritev njene pasivne, nekonfliktne narave - s tem, ko je svoj olimpski sedež namenila močnejšemu Dionizu, ki mu preprečuje nebeški konflikt - vendar noben starodavni vir ali mit ne opisuje takšne predaje ali odstranitve. »Ker je ognjišče nepremično, Hestija ne more sodelovati niti v procesiji bogov, kaj šele drugih norčij olimpijcev«, pripomni Burkert. Zdi se, da njen mitografski status prvorojenke Ree in Kronosa upravičuje tradicijo, v kateri se Hestiji daje majhna daritev pred kakršnim koli žrtvovanjem ('"Hestia je na prvem mestu').
To ne velja za vsakega Grka v vsaki generaciji. V Odiseji 14, 432–436, zvesti prašičar Evmej začne praznik za svojega gospoda Odiseja tako, da iz prašičje glave iztrga šope in jih vrže v ogenj z molitvijo, naslovljeno na vse moči, nato pa meso izreže na sedem enakih delov: »enega je dal na stran in dvignil molitev gozdnim nimfam in Hermesu, Majinemu sinu.«
Nejasnosti v Hestijini mitologiji se ujemajo z njenimi nedoločenimi lastnostmi, značajem in ikonografijo. Z ognjiščem jo identificirajo kot fizični objekt in abstrakcije skupnosti in domačnosti, vendar so njeni prikazi redki in redko varni. V klasični grški umetnosti je občasno upodobljena kot ženska, preprosto in skromno zakrita v tančico glave. Včasih jo prikažejo s palico v roki ali ob velikem ognju. Sedi na navadnem lesenem prestolu z belo volneno blazino in si brez težav izbere emblem.

### Ustrezniki
Njen rimski ustreznik je Vesta; Vesta ima podobne funkcije kot božanska poosebitev rimskih 'javnih', domačih in kolonialnih ognjišč, ki Rimljane povezujejo v obliko razširjene družine. Podobnost imen med Hestijo in Vesto pa je zavajajoča: »Razmerja hestia-histie-Vesta ni mogoče razložiti v smislu indoevropskega jezikoslovja; prav tako je treba upoštevati izposoje iz tretjega jezika«, pravi Walter Burkert. Druga mitologija in religija kažeta podobne boginje ali figure. Herodot skitsko Tabite enači s Hestijo. In zoroastrski sveti ogenj (atar) Sasanidov v Adhur Gushnaspu je Prokopij iz Cezareje tudi izenačil s Hestijo.